# William Randolph Hearst
William Randolph Hearst (pron. hɚst; San Francisco, 29 aprile 1863 – Beverly Hills, 14 agosto 1951) è stato un editore, imprenditore e politico statunitense.
È divenuto celebre, oltre che per la sua smisurata ricchezza (si stima che i suoi introiti arrivarono a toccare i 15 milioni di dollari annui), anche per avere creato uno dei più grandi imperi mediatici di sempre, influenzando fortemente lo stile giornalistico e l'opinione pubblica statunitense.
È considerato, insieme a Joseph Pulitzer, il padre del giornalismo scandalistico («Yellow Journalism», dal nome del fumetto Yellow Kid). Venne eletto per due volte alla Camera dei rappresentanti per il Partito Democratico. La sua vita nel 1941 ispirò il capolavoro cinematografico di Orson Welles Quarto potere (Citizen Kane) e la sua figura è lungamente evocata nel film della piattaforma streaming Netflix, Mank (2020), di David Fincher.

## Biografia

### Infanzia e carriera scolastica
Hearst nacque a San Francisco nel 1863, figlio unico di George Hearst, un cercatore d'oro di umili origini arricchitosi durante la grande corsa all'oro californiana, e di Phoebe Apperson. La prima infanzia di Hearst è caratterizzata dal lusso e dalla ricchezza che i genitori riescono a garantirgli grazie alla fortuna che il padre ha accumulato prima con le miniere di argento e poi con quelle d'oro. La madre lo vizia oltremisura, forse per questo il ragazzo sviluppa un carattere molto deciso, forte ma anche arrogante e supponente che lo caratterizzerà per tutta la vita.
Dopo aver frequentato la scuola di preparazione al college di St. Paul a Concord nel New Hampshire, Hearst riesce a essere ammesso all'università di Harvard. Durante il periodo universitario aderirà a diverse associazioni, tra questi il Delta Kappa Epsilon e l'A.D. Club. Ma l'esperienza di questo periodo che lo segnerà per la vita sarà l'ingresso nella redazione dell'Harvard Lampoon. Hearst, però, sarà ben presto espulso da Harvard a motivo di una sua beffa considerata eccessiva: l'avere fatto recapitare a ciascun professore della prestigiosa università un pitale "personalizzato" con la propria caricatura.

### IlSan Francisco Examiner

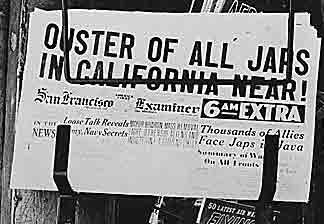
Copertina del San Francisco Examiner

Senza più un'occupazione e probabilmente a causa della sua precedente esperienza al Lampoon, il ventitreenne Hearst decide che il suo destino sarà quello di diventare un grande giornalista. I genitori, naturalmente, non vogliono e fanno pressioni sul figlio perché si occupi delle miniere e delle attività di famiglia, ma il ragazzo non demorde.
Alla fine riesce a ottenere dal padre la guida del San Francisco Examiner, un giornale che quest'ultimo aveva ricevuto nel 1880 “come parziale pagamento di un debito di gioco” e di cui si serve per supportare la carriera politica del padre (verrà infatti eletto al senato, come democratico, nel 1887). L'idolo di Hearst a quel tempo è Joseph Pulitzer, proprietario e creatore nel 1878 del St. Louis Post-Dispatch (fusione del Post e del St. Louis Dispatch ) e del New York World (dal 1883).
Hearst andrà a New York diverse volte per incontrare il suo beniamino, ma non riuscirà mai nell'impresa. Conoscerà, invece, ed entrerà in confidenza con uno dei suoi collaboratori più stretti, Samuel Selwyn Chamberlain, uno dei fondatori del quotidiano Le Matin di Parigi e direttore dell'edizione europea del N.Y. Herald. Appena insediatosi all'Examiner, Hearst contatta Chamberlain e lo invita a collaborare con lui al giornale, chiedendogli di portare con sé chi vuole senza badare a spese. Chamberlain accetta e porta con sé a San Francisco Ambrose Bierce, un giornalista e scrittore statunitense che dopo avere collaborato con il Fun magazine di Londra (dal 1872 al 1875) era tornato a New York per tentare di fare fortuna in una compagnia mineraria, fallendo e diventando in seguito uno dei colonnisti satirici più amati della grande mela.
Il direttore dell'Examiner sarà Arthur McEwen, che lo trasformerà in un giornale del mattino (prima era un serale) e porterà la popolarità del piccolo giornale di San Francisco a livelli mai sperati, attirando giornalisti e scrittori del calibro di Mark Twain e Jack London. Hearst si autoproclama subito un uomo del popolo che predilige le masse alle élite. Ha già cambiato radicalmente la faccia dell'Examiner rinnovando totalmente la redazione, ma non gli basta. Vuole fare le cose in grande, così fa creare il nuovo logo per la prima pagina del giornale: una possente aquila che porta i colori della bandiera americana e contiene due grandi motti: Monarch of the Dailies (Monarca dei quotidiani) e America first (l'America per prima). È un successo: il pubblico accoglie il nuovo carattere dell'Examiner con entusiasmo patriottico, e il nome di Hearst comincia a diventare molto conosciuto.
Il nuovo Examiner si occuperà di delitti e fatti truci, scandali, satira, storie di corruzione, attacchi e denunce alle grandi compagnie (comprese alcune controllate dalla sua famiglia), il tutto accompagnato da fotografie e vignette satiriche, manifestando i primi sintomi di uno stile giornalistico più attento allo scandalo e alla spettacolarità piuttosto che all'informazione vera e propria, che porteranno negli anni successivi a una vera e propria rivoluzione del giornalismo americano. L'Examiner piace davvero molto e riscuote un enorme successo, tanto da diventare in pochi anni (ma non senza alcune difficoltà) il primo giornale di San Francisco. Con la ristrutturazione dell'Examiner, Hearst pone il primo mattone sul quale si fonderà il suo enorme impero mediatico, un impero da 15 milioni di dollari all'anno e 30 testate giornalistiche nelle maggiori città degli stati uniti.

### IlNew York Morning Journale la guerra con Pulitzer
L'Examiner sta iniziando a diventare anche un giornale redditizio, non con poca fatica, data l'enorme quantità di denaro che Hearst vi aveva investito pagando ai suoi collaboratori cifre strepitose e mandandoli a fare viaggi in mongolfiera, a cercare bestie rare mai viste sulle pagine di un quotidiano e a compiere altre attività spettacolari che di giornalistico avevano poco e nulla, ma che contribuivano a scatenare nei lettori stupore e meraviglia, o gee-whiz feeling, come lo definirà Arthur McEwen, uno dei suoi collaboratori.
Nel 1891 il padre di Hearst muore. Da quel momento William ha a disposizione l'intero patrimonio di famiglia per ampliare il suo impero, dato che la madre lo finanzia senza alcun problema, spesso salvandolo da investimenti poco azzeccati. Hearst con questi soldi può ora puntare alla capitale del giornalismo americano: New York.

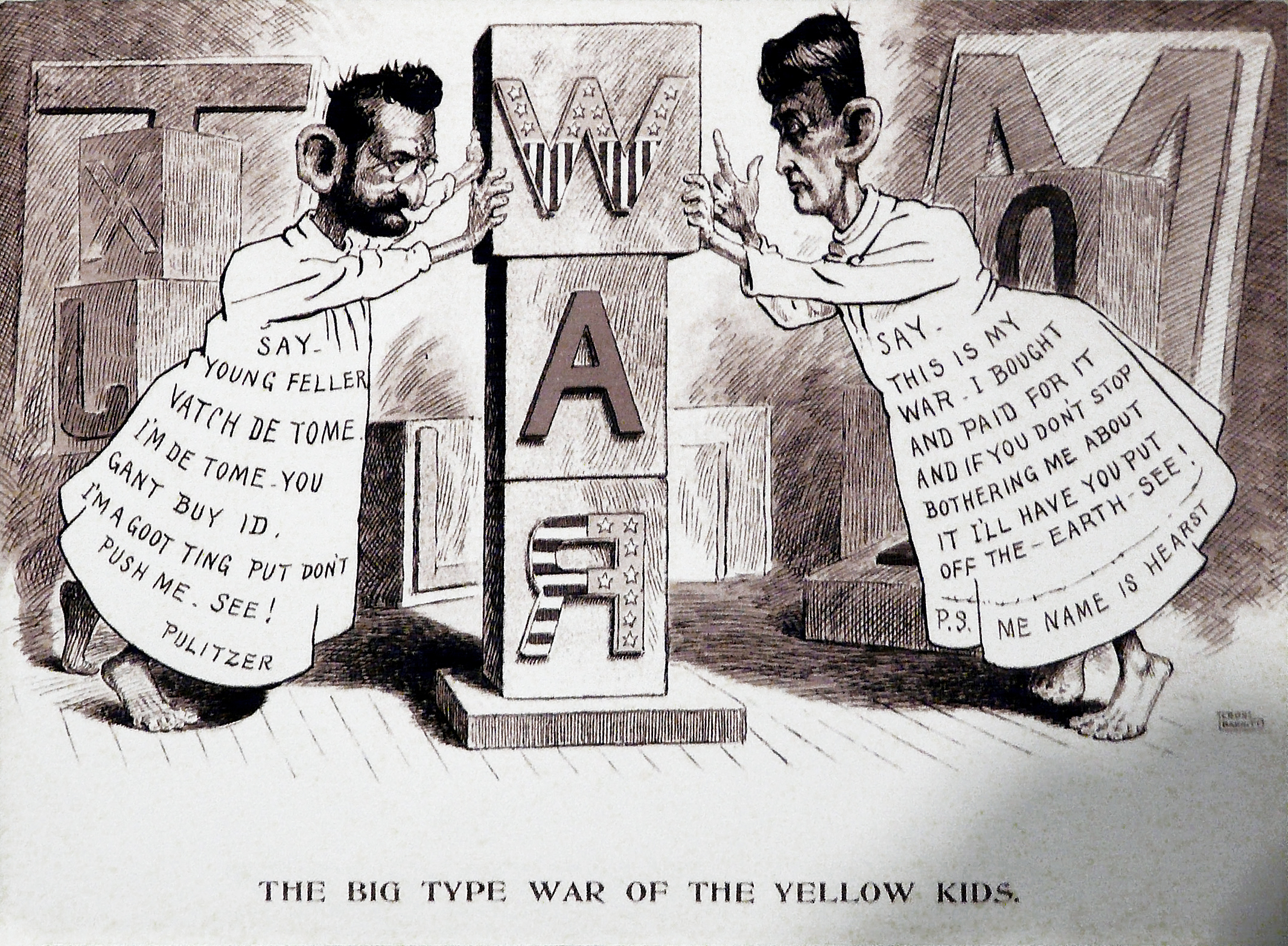
Vignetta satirica in stile Yellow Kid, raffigurante la guerra tra Hearst e Pulitzer

Il suo budget è di quasi 7 milioni e mezzo di dollari, derivanti dalla vendita di una miniera di proprietà della famiglia. Vorrebbe comprare il New York Times, ma è troppo costoso, e, forte dall'esperienza all'Examiner, decide di andare sul sicuro. Nel 1896 riesce ad acquistare da John R. McLean il New York Morning Journal per “soli” 180.000 dollari, un anno dopo che questi lo aveva acquistato da Albert Pulitzer. Il fratello minore del più celebre Joseph lo aveva fondato nel 1882, ma si era rovinato nel tentativo di competere con il New York World.
Hearst sembra avere ereditato la missione e le intenzioni di Albert Pulitzer. Infatti, dopo avere tolto “Morning” dal titolo del giornale e averlo reso un pomeridiano, inizia una guerra di tiratura con Joseph Pulitzer e il suo N.Y. World.
Nel mondo giornalistico non si parla d'altro che degli stipendi favolosi di Hearst che ìn breve tempo riesce a sottrarre al N.Y. World e al New York Sun il reporter J. Ralph, il notissimo scrittore Stephen Crane e W.Black.
Ma la vera vittoria di Hearst sarà sottrarre al World due disegnatori: George McManus e Richard F. Outcault, creatore del celebre fumetto Yellow Kid.

### The Yellow Kide la nascita dello Yellow Journalism

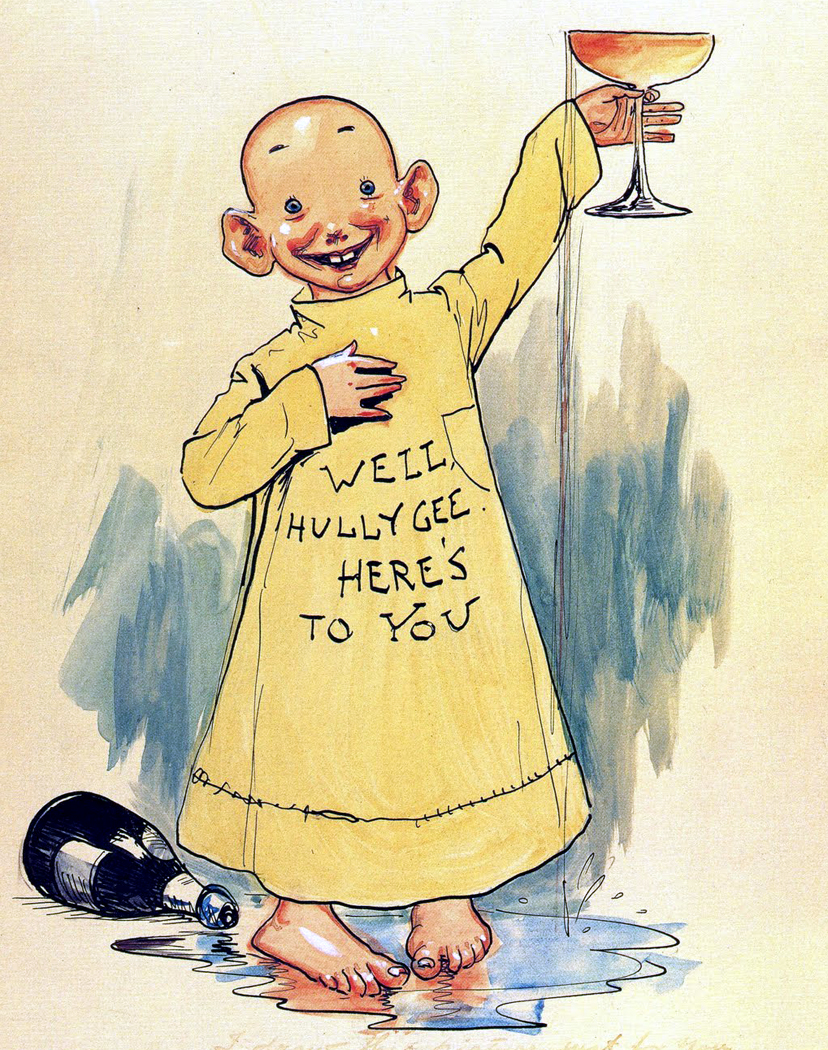
The Yellow Kid

La forte industrializzazione e i progressi tecnici seguiti alla Guerra di secessione, la crescita della popolazione ed il progressivo aumento del suo livello di alfabetizzazione furono le condizioni che contribuirono alla nascita del giornalismo moderno. In particolare le innovazioni di Fourdrinier nella produzione della carta, che ne ridussero il costo di dieci volte rispetto agli anni della Guerra civile, e l'invenzione della Linotype permisero agli editori di inaugurare una nuova era per la stampa quotidiana.
Per tenere il passo con la rapida espansione del mercato, l'industria editoriale dovette rivoluzionarsi e velocizzarsi, tanto che nel 1890 sia il New York World di Pulitzer, sia il New York Journal di Hearst erano entrambi in grado di stampare 48 000 copie l'ora. Questi giornali dovevano però essere venduti a un pubblico sempre più affamato di notizie fresche e stupefacenti.
Per raggiungere lo scopo si cominciò a controllare sempre meno la veridicità delle fonti e a esasperare sempre più quella notizia che si prestasse a divenire un caso editoriale: i giornali cominciarono a riempirsi di articoli incredibili (spesso addirittura senza alcuna fonte), che dovevano stupire i lettori piuttosto che informarli. Questa strategia editoriale, chiamata “Yellow Journalism” (stampa gialla, ovvero scandalistica), prese il nome da The Yellow Kid, uno dei primi fumetti a essere stampato a colori: per la prima volta fecero la loro comparsa sulla stampa quotidiana le fotografie e le strisce a fumetti.
Ogni giorno, grazie alle moderne rotative, potevano essere stampati migliaia di giornali che si riversavano per le strade accompagnati dal grido di titoli sensazionali e promesse di storie incredibili all'interno. Le tirature crebbero enormemente e per aumentare la diffusione i prezzi di vendita si abbassarono fino a toccare l'incredibile cifra di un centesimo a copia. Il motivo di tanto impegno per raggiungere picchi di circolazione sempre più alti è facilmente giustificabile dal fatto che gli editori non badavano più ai guadagni derivanti dalla vendita vera e propria del giornale, ma a quelli derivanti dalla pubblicità. Il giornalismo era ufficialmente entrato nella sua epoca moderna.

### La guerra di Cuba
I Caraibi erano una regione con una forte relazione economica con gli Stati Uniti, tanto che molti statunitensi la consideravano una naturale estensione della loro repubblica. Si calcola, infatti, che intorno al 1890 l'ammontare dei possedimenti di cittadini americani fosse grossomodo pari a cinquanta milioni di dollari dell'epoca, principalmente investiti in piantagioni di zucchero, tabacco e industrie per la produzione del ferro. L'isola richiedeva da tempo l'indipendenza dalla Spagna, e il malcontento finì per sfociare nel 1895 in una rivoluzione. Il neoeletto Presidente William McKinley doveva dunque difendere gli interessi statunitensi sull'isola. I due più grandi imperi mediatici dell'epoca, uno capitanato da Pulitzer e l'altro da Hearst, non persero l'occasione di intervenire in questo delicato equilibrio, scrivendo delle atrocità del governo e dell'esercito spagnolo a Cuba, influenzarono l'opinione pubblica in maniera tanto radicale da divenire, di fatto, l'ago della bilancia che avrebbe deciso l'entrata in guerra degli Stati Uniti.
Già dai primi segnali di tensione il Journal di Hearst mosse una campagna mediatica impressionante contro il governo spagnolo: falsa o vera che fosse, ogni giorno compariva in prima pagina, con titoli a caratteri cubitali, una nuova sensazionale notizia. Hearst noleggiò addirittura due navi, la Buccaneer e la Sylvia, per inviare sul luogo plotoni di giornalisti, fotografi e disegnatori. Hearst e Pulitzer, utilizzando titoli accattivanti e notizie sempre più spettacolari, si contesero le masse popolari che fremevano per sapere che cosa stesse succedendo. Questo scontro mediatico verrà ricordato in seguito come uno dei primi e più evidenti casi di Yellow Journalism della storia. A tenere viva l'attenzione contribuirono poi, a breve distanza l'uno dall'altro, due eventi sensazionali che scossero l'opinione pubblica americana dalle fondamenta.

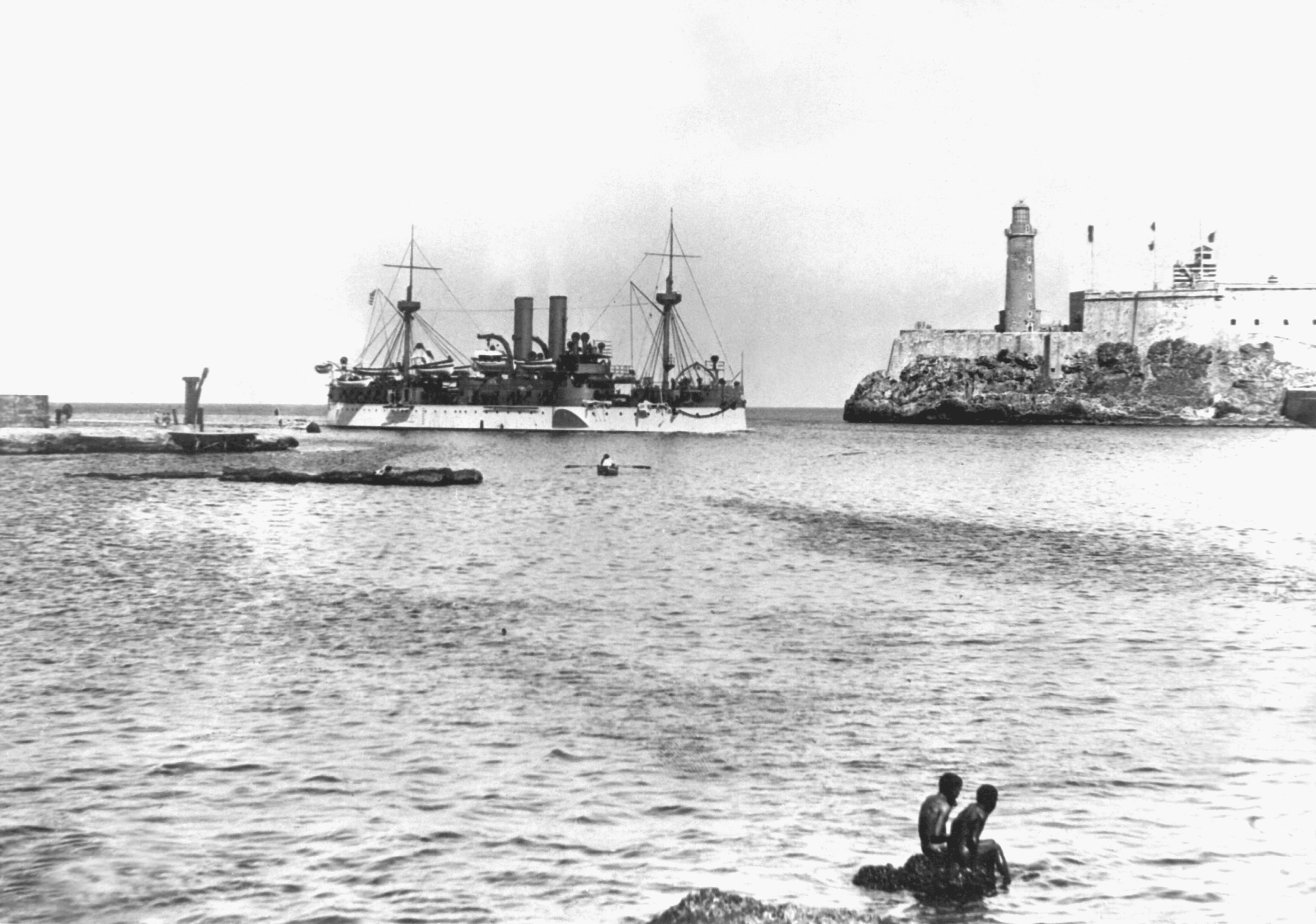
La USS Maine entra nel porto de L'Avana nel 1898

Il primo dei due fu la pubblicazione, da parte proprio di Hearst, di un rapporto diplomatico spagnolo intercettato dai ribelli cubani, in cui Enrique Dupuy de Lôme, ambasciatore di Spagna negli Stati Uniti, descriveva il presidente McKinley come un debole che cercava solo l'ammirazione delle masse. Il secondo fu l'affondamento, a causa di una mina sottomarina, della USS Maine nel porto de L'Avana il 15 febbraio, con la conseguente morte di 260 uomini. La Maine si trovava lì per un sopralluogo pacifico. Nonostante una commissione d'inchiesta istituita dalla marina militare americana non riuscisse ad attribuire la responsabilità dell'accaduto, l'opinione popolare (influenzata in gran parte dalle notizie dei giornali di Hearst e Pulitzer) si era già chiaramente schierata contro la Spagna, e la frenesia per la guerra era tangibile in tutto il paese.
Il 19 aprile 1898 il Congresso statunitense dichiarò che Cuba dovesse essere “libera e indipendente”, il che equivaleva, di fatto, a una dichiarazione di guerra alla Spagna, che comunque non tardò ad arrivare.
Gli Stati Uniti inflissero alla Spagna una rapida e dura sconfitta. La pace, con cui Madrid rinunciava a ogni pretesa su Cuba e le Filippine, venne firmata il 10 dicembre 1898. Prima e durante il conflitto girarono molte voci sulle presunte responsabilità di Hearst riguardo agli accadimenti che portarono gli Stati Uniti a entrare in guerra. Alcuni sospettarono che fosse stato proprio Hearst a fare affondare la USS Maine, e altri lo accusarono in seguito di avere commissionato l'assassinio del Presidente McKinley, che venne raggiunto da due colpi di pistola sparati da un anarchico di origine polacca, Leon Czolgosz, mentre si trovava all'Esposizione panamericana di Buffalo (New York); morì il 14 settembre in seguito alle ferite riportate.

### Ambizioni politiche

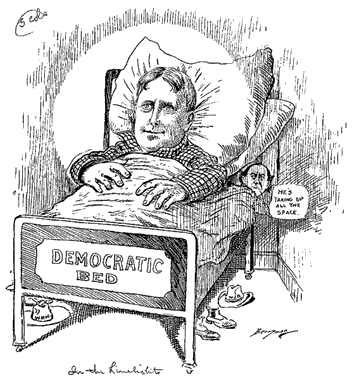
Vignetta satirica raffigurante Hearst

Dopo poco più di un anno dall'acquisto da parte di Hearst, il New York Journal fa presa e arriva a toccare l'impressionante tiratura di un milione e mezzo di copie al giorno, battendo ogni primato, anche a causa delle cifre da capogiro che Hearst, come al solito, investe nella gestione delle sue testate. Hearst, sempre più ambizioso, decide di entrare in politica, sia per vanità e per cercare di seguire le orme del padre che per proteggere i suoi affari, pensando di supportare la sua carriera politica con i suoi giornali. Dal 1903 al 1907 è eletto alla Camera dei Rappresentanti, per conto del Partito Democratico. Nel 1904 ha buone possibilità di essere presentato come candidato per i Democratici alle elezioni presidenziali, ma qualcosa va storto: William Jennings Bryan, un membro del Partito Democratico che Hearst aveva supportato alle elezioni presidenziali del 1896, non ricambia il favore, e come candidato democratico viene scelto il giudice newyorchese Alton Brooks Parker (perderà poi contro il repubblicano Theodore Roosevelt).
Dopo avere fondato un partito indipendente, non affiliato cioè né ai democratici né ai repubblicani, denominato Municipal Ownership League, nel 1905 tenterà senza successo di essere eletto governatore dello Stato di New York. A seguito di questa sconfitta Hearst smantella il vecchio partito e dà alla vita un partito tutto nuovo, chiamato Independence Party (conosciuto anche con il nome di Independence League) con il quale nel 1906 correrà per la carica di sindaco di New York, fallendo anche in questo caso. Questa ennesima sconfitta fu in gran parte dovuta ai continui e reiterati sabotaggi della Tammany Hall, al tempo la più vasta organizzazione democratica di New York e sostenitrice di George B. McClellan Jr, che cercò di sabotare la campagna elettorale di Hearst ritraendolo agli elettori come un lunatico e un anarchico.
La sua avversione per l'impero britannico lo porterà negli anni precedenti la prima guerra mondiale a opporsi alla partecipazione degli Stati Uniti al conflitto e, successivamente, persino alla formazione della Lega delle Nazioni, che sarebbe poi diventata la prima organizzazione intergovernativa avente come scopo quello di accrescere il benessere e la qualità della vita degli uomini e di prevenire le guerre, sia attraverso la gestione diplomatica dei conflitti sia attraverso il controllo degli armamenti. Nel 1922, ottenuto questa volta il supporto dei vertici della Tammany Hall, Hearst si propone ancora come candidato per il Senato, ma a causa dell'opposizione del democratico Al Smith (eletto l'anno successivo governatore dello Stato di New York) le sue ambizioni politiche naufragano definitivamente.

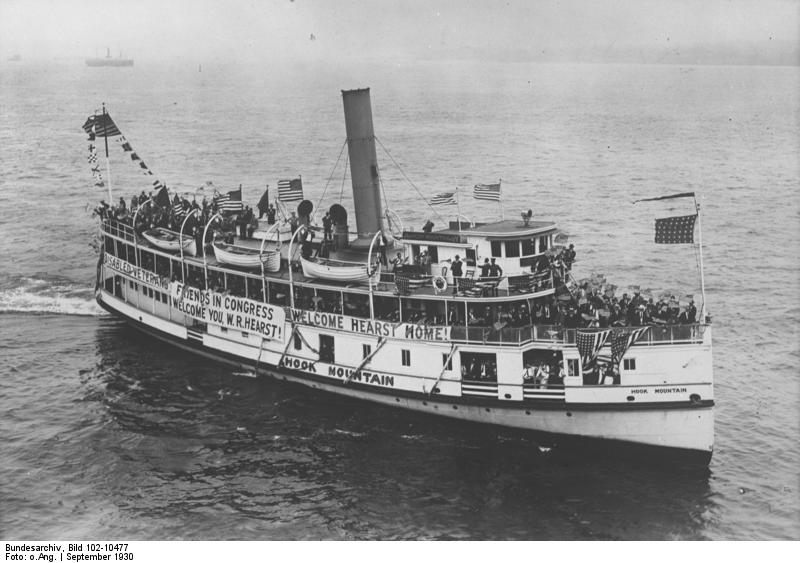
Hearst viene accolto nel porto di New York, di ritorno da uno dei suo viaggi.

La rappresaglia di Hearst contro Smith sarà pressoché immediata: il magnate gli schiera contro tutti i suoi giornali e alle elezioni del 1928 sostiene apertamente Herbert Hoover, nonostante sia il candidato repubblicano, contribuendo in maniera consistente alla sua vittoria. Hearst si schiera contro Smith anche alcuni anni dopo, sostenendo Franklin D. Roosevelt alla convention del Partito Democratico del 1932, volta a eleggere il candidato presidente da schierare contro i repubblicani. Nel 1933 viene eletto presidente degli Stati Uniti proprio Roosevelt, e per Hearst è un successo. Tuttavia, nonostante il supporto alla politica economica del New Deal, il rapporto tra Hearst e Roosevelt non è destinato a durare.
Infatti già nel 1935, dopo che il Presidente ebbe opposto il veto alla legge Patman, denominata anche Bonus Bill, che prevedeva il pagamento immediato di tutti i veterani della Grande Guerra, Hearst scatenò contro Roosevelt tutti i suoi giornali rivolgendosi con una serie di editoriali diretti a minarne la credibilità proprio a quella classe media che pochi anni prima aveva convinto a votare per lui. Durante questi anni Hearst non si occuperà solo dei suoi giornali ma viaggerà anche molto in Europa (soprattutto in Germania), non solo per occuparsi dell'acquisto di opere d'arte da aggiungere alla sua smisurata collezione, ma anche per aggiornarsi personalmente sulla situazione politica del vecchio continente. Nel 1934 visita Berlino per intervistare Adolf Hitler; quando, durante la loro conversazione, il dittatore chiede a Hearst come mai il suo operato è così incompreso negli USA e così criticato dalla stampa, egli gli risponde semplicemente: “Perché gli americani credono nella democrazia e sono avversi alle dittature”. Nonostante questo le edizioni domenicali dei suoi giornali ospiteranno, senza contraddittorio, scritti di Hermann Göring e di Alfred Rosenberg.

### L'espansione del gruppo editoriale

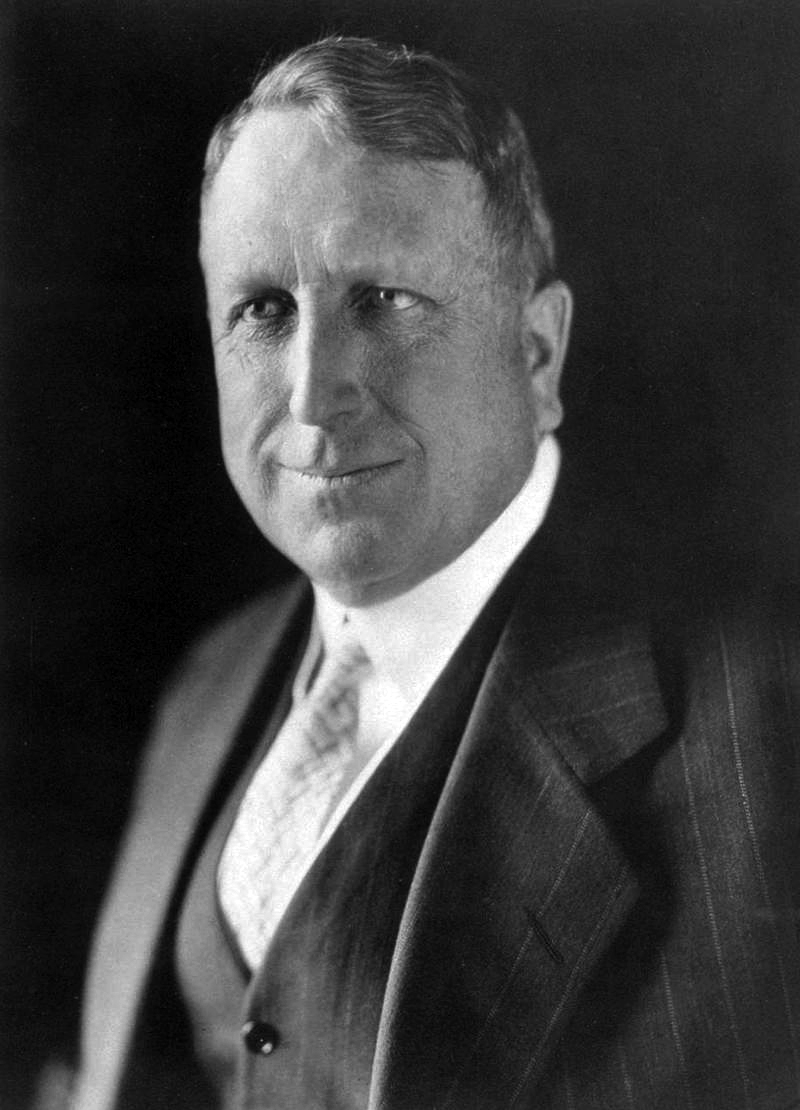
Hearst nel 1910

Anche a supporto delle proprie ambizioni politiche Hearst fondò o acquisì svariati giornali in altre città degli Stati Uniti. La creazione del Chicago American nel 1900, in particolare, accolse una richiesta espressa dal Comitato Nazionale del Partito Democratico, di cui peraltro Hearst si servì però anche come scusa per ottenere dalla madre i necessari fondi iniziali per dare vita al giornale.
Negli anni immediatamente successivi diede vita, tra gli altri, all'Atlanta Georgian, al Los Angeles Examiner, al Detroit Times e al Boston American, arrivando a fondare nel 1909 l'agenzia giornalistica International News Service e nel 1914 la King Feature, che servirà centinaia di giornali negli Stati Uniti e nel mondo. Acquistò, inoltre, sette stazioni radio in varie città, tra le quali New York, Baltimora, Pittsburgh, San Francisco e Los Angeles.
Con le altre testate che nel tempo entrarono a fare parte del suo gruppo editoriale, a metà degli anni venti, Hearst arrivò a contare non meno di ventotto importanti quotidiani nazionali. La Hearst Corporation diversificò inoltre i suoi interessi editoriali dando vita a società cinematografiche e pubblicando libri e riviste, molte delle quali ancora oggi in circolazione come Cosmopolitan, Good Housekeeping, Town & Country ed Harper's Bazaar.
Nel 1928 l'impero giornalistico di Hearst raggiunse il suo apice per guadagni e circolazione di giornali, tanto da permettergli di finanziare per l'anno successivo, dopo averne deciso il punto di partenza e di arrivo e assicurandosi l'esclusiva per i reportage giornalistici da bordo, la prima crociera mondiale dello Graf Zeppelin. Tuttavia, non fu risparmiato dal collasso economico del 1929 che gli costò il controllo delle sue holding.
Nel 1937 la Hearst Corporation, incapace di rimborsare i debiti, fu costretta a una riorganizzazione sotto l'amministrazione giudiziaria: i giornali e le altre proprietà vennero liquidate e la società cinematografica venne chiusa. Al fine di risanare la sua posizione debitoria Hearst dovette persino vendere all'asta molti pezzi della sua preziosa collezione d'arte.

### Gli ultimi anni e la morte
William Randolph Hearst trascorre gli ultimi 10 anni della sua vita osservando il declino e la perdita di influenza del suo impero mediatico. Muore il 14 agosto 1951 a Beverly Hills, in California, all'età di 88 anni.
Viene sepolto nel Cypress Lawn Memorial Park di Colma, California.

## I telegrammi tra Remington e Hearst
Una delle storie che più ha caratterizzato il personaggio di Hearst e ha contribuito alla sua fama di uomo onnipotente e capace di fare qualsiasi cosa grazie alla sua influenza mediatica è quella riguardante un presunto scambio di telegrammi avvenuto tra lui e Frederic Remington, uno dei suoi primi reporter inviati a L'Avana.
Quando nel 1897 Remington scrive a Hearst “Tutto è tranquillo qui. Non ci sono problemi qui. Non ci sarà nessuna guerra. Vorrei ritornare. Remington.” l'editore risponde con una frase tanto diretta e sintetica quanto lapidaria nel suo significato: “Ti prego resta. Tu forniscimi le immagini e io ti fornirò la guerra”.
Questo scambio si classificò, come detto, come una delle storie più famose del giornalismo americano e divenne con il tempo l'espressione più citata di Hearst e la prova più convincente di come la tendenza scandalistica delle sue testate giornalistiche forzò l'entrata in guerra degli Stati Uniti contro la Spagna nel 1898.
Negli anni, però, molti storici hanno iniziato a dubitare che questa comunicazione abbia avuto effettivamente luogo. Uno dei principali sostenitori della veridicità di questa storia e uno dei primi a riferirne fu James Creelman, un reporter del Journal di Hearst, che nel suo libro On the Great Highway voleva dimostrare quanto la stampa dell'epoca avesse influenzato le decisioni prese dagli Stati Uniti. Le ragioni per dubitare della buona fede di Creelman, tratte da una vasta rassegna di carte dello stesso Creelman, di Hearst e di Remington, sono molteplici e vanno oltre la smentita di Hearst o la mancanza di documentazione di supporto al racconto.
- Creelman al momento dello scambio era in Europa come commissario straordinario del Journal e corrispondente sul continente e sarebbe potuto venire a conoscenza di tale scambio solo indirettamente.
- I contenuti dei telegrammi contrastano nettamente con gli eventi che nei primi mesi del 1897 scossero Cuba. In particolare, i passaggi "Non ci sarà nessuna guerra" e "Ti fornisco la guerra" sono in antitesi con il conflitto feroce e devastante che era iniziato a Cuba nel febbraio 1895 e che aveva costretto la Spagna a inviare sull'isola 200.000 soldati.
- La presunta risposta di Hearst a Remington va contro le posizioni editoriali prese dal Journal nel mese di gennaio 1897. Il giornale, infatti, negli editoriali di quel tempo pronosticava il crollo dello sforzo bellico spagnolo e la conseguente indipendenza per gli insorti cubani. Il Journal non previde mai e neanche sostenne l'intervento militare degli Stati Uniti per porre fine al conflitto.
- È improbabile che tale comunicazione sarebbe stata approvata dalla censura spagnola a L'Avana: era così rigorosa che i dispacci dei corrispondenti americani che riferivano della guerra a Cuba spesso erano trasmessi non dall'isola ma da navi che, per non farli intercettare, dovevano arrivare fino in Florida.
- La sinteticità della risposta di Hearst è insolita. Egli non è mai stato vago nelle comunicazioni inviate ai suoi reporter, anzi, ha spesso fornito suggerimenti e istruzioni specifiche, assegnando ai collaboratori compiti precisi e ben dettagliati. È quindi probabile che se Hearst avesse avuto uno scambio di telegrammi con Remington nel gennaio 1897, i suoi messaggi avrebbero contenuto istruzioni più esplicite di un vago “Ti prego resta”.
- La corrispondenza di Richard Harding Davis (il corrispondente di guerra con il quale Remington viaggiò attraverso Cuba) non contiene alcun riferimento al desiderio di Remington di lasciare Cuba a causa dell'improbabilità del conflitto. Piuttosto, Davis nelle sue lettere fornisce molti altri motivi per la partenza di Remington, tra cui la riluttanza a viaggiare attraverso le linee spagnole per raggiungere gli insorti cubani e il fatto che la presenza dell'artista ostacolasse i suoi compiti.
- Se ci fosse stato un tale scambio, Remington avrebbe esplicitamente disubbidito agli ordini di Hearst, poiché lasciò Cuba per tornare a New York a metà gennaio 1897. Inoltre il Journal in seguito dette notevole risalto agli schizzi di Remington: una reazione decisamente inaspettata di fronte a un caso così evidente di insubordinazione.

## Hearst contro la marijuana
Hearst fu uno dei più convinti detrattori dell'uso della cannabis ed utilizzò la sua immensa rete nazionale di giornali e riviste per diffondere storie sui danni che provocava. La sua posizione personale fu riletta successivamente da alcuni attivisti pro-legalizzazione, in seguito alla diffusione del libro The Emperor Wears No Clothes di Jack Herer, come un suo complotto per interessi personali, in quanto era il più grande produttore di cellulosa degli USA. Tuttavia Hearst non controllava la produzione della cellulosa a scopo di rivendita; era bensì il maggior consumatore degli USA per le necessità del suo impero editoriale e, quando il prezzo aumentò da $40 a tonnellata a oltre $50 alla fine degli anni trenta, si indebitò profondamente; per cui l'introduzione di un materiale alternativo a basso prezzo era di suo interesse.
Il numero enorme di giornali, tabloid, riviste e bobine di film che Hearst controllava gli ha permesso di portare avanti la sua campagna proibizionista. Grazie anche all'ormai consolidato stile scandalistico dei suoi giornali, Hearst riuscì in pochi anni a consolidare molti pregiudizi esistenti all'epoca e ad associare la cannabis ai lavoratori messicani che “minacciavano” di rubare posti di lavoro agli americani e agli afro-americani che erano stati (e sarebbero stati ancora a lungo) oggetto di discriminazione razziale. Lo stesso Hearst, democratico ma razzista imperturbabile, non perse mai l'occasione di aggravare le tensioni sociali di quell'epoca, ritraendo, per esempio, i messicani come un popolo di pigri, degenerati e fumatori di marijuana.
L'odio nei confronti dei messicani è probabilmente riconducibile alle azioni del rivoluzionario Pancho Villa, che durante la Rivoluzione Messicana si impadronì di un ranch di più di quasi 1.000.000 di ettari coltivati a legno di proprietà della famiglia di Hearst. Il successo della crociata del magnate contro la coltivazione della canapa si ebbe nel 1937, quando Harry Anslinger portò i giornali di Hearst al congresso per argomentare e giustificare una legge (il Marijuana Tax Act) che avrebbe tassato pesantemente la Cannabis, rendendola, di fatto, troppo costosa per le industrie dell'epoca, anche se non ancora illegale. Sempre sotto la spinta di Anslinger, il presidente Truman firmò nel 1951 il Boggs Act, che rendeva illegale il possesso e il consumo di marijuana. Nel 1956 venne approvata da Eisenhower la legge sul controllo dei narcotici.

## Quarto potere
La figura di Charles Foster Kane, protagonista del capolavoro di Orson Welles, Quarto potere (Citizen Kane, 1941), è stata plasmata su quella di William Randolph Hearst. I parallelismi tra Kane e Hearst riscontrabili all'interno del film sono moltissimi e differiscono di poco dalla verità storica:
- La ricchezza dei genitori di Kane dipende da una miniera d'oro.
- Nonostante i grandi possedimenti ereditati dal padre Kane si interessa quasi esclusivamente a un piccolo giornale: il New York Inquirer (nella realtà il San Francisco Examiner), che espande fino a farlo diventare un giornale a tiratura nazionale, assumendo tutti i migliori giornalisti dell'epoca.
- Le due mogli, la seconda delle quali coincide con la figura di Marion Davies.
- Il forte sostegno all'intervento della guerra ispano-americana del 1898.
- I continui fallimenti politici.
- Il castello di Xanadu ricorda il castello Hearst per magnificenza e metodo di realizzazione.
- La passione per il collezionismo d'opere d'arte.
- Kane si ritira a vita privata pochi anni prima di morire, proprio come successe ad Hearst.
- Il carattere dei giornali di Kane ricalca lo stile di quelli di Hearst.

Lo stesso Hearst evidentemente si rese conto di questi parallelismi, poiché all'epoca utilizzò tutto il suo potere economico e mediatico per cercare di bloccare la realizzazione della pellicola. Impedì a qualsiasi media di sua proprietà di recensire o anche solo di menzionare il film, che venne però realizzato comunque e uscì nelle sale nel 1941. Hearst, infuriato, scatenò una nuova violenta campagna mediatica contro la pellicola, invitando i suoi lettori a non andarlo a vedere e chiedendone pubblicamente la censura.

## Vita privata

### Millicent Veronica Willson

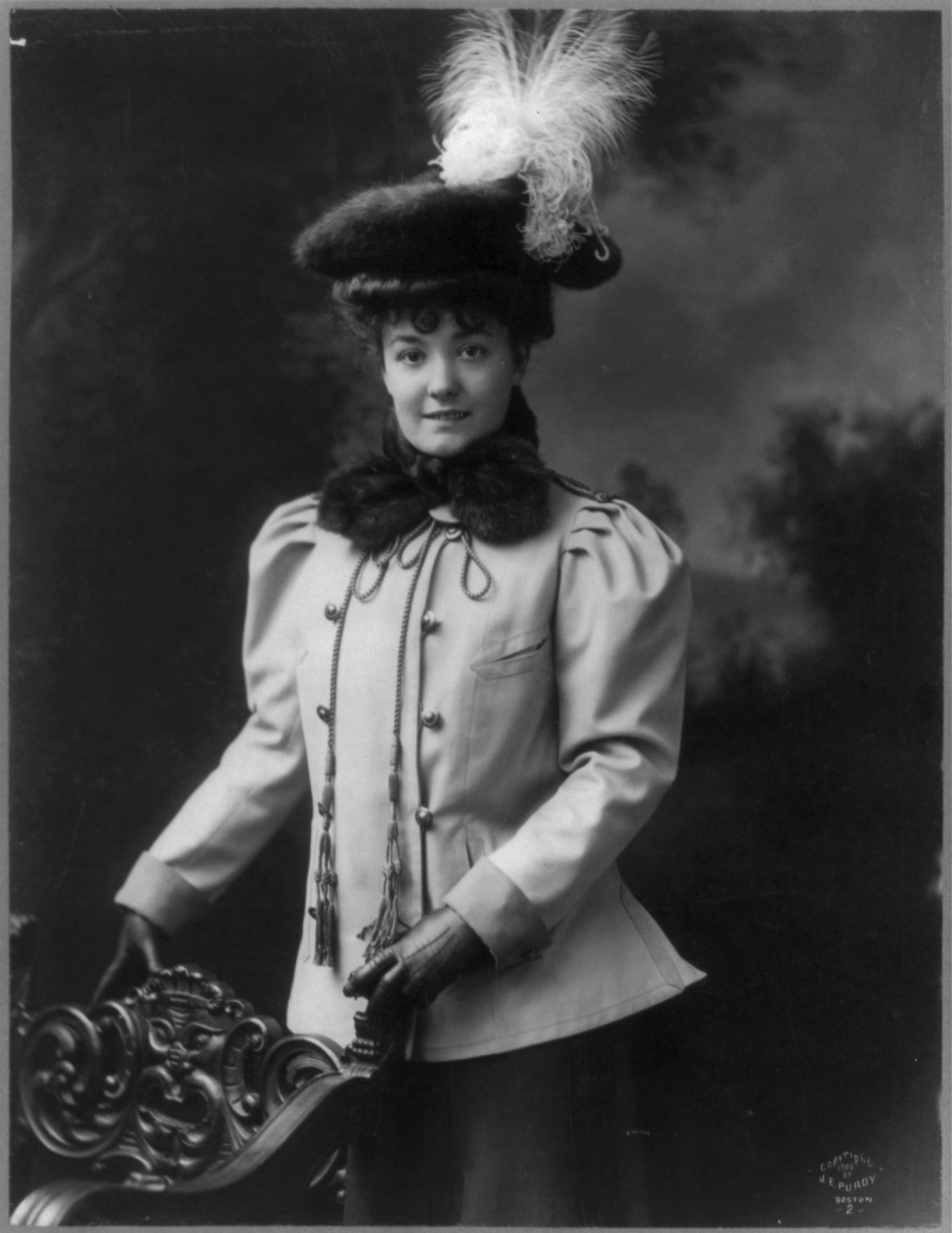
Millicent Hearst

Nel 1897 Hearst incontrò per la prima volta Millicent Veronica Willson, una giovane attrice di teatro che, seguendo le orme del padre George Willson, aveva cominciato a esibirsi nei teatri di Broadway. Nel 1897 la Willson era appunto impegnata a interpretare un ruolo nella commedia musicale La ragazza di Parigi, in scena all'Herald Square Theater.
I due si sposarono il 28 aprile del 1903, con gran disappunto di Phoebe Apperson Hearst (preoccupata per le umili origini dell'attrice), dopo un lungo corteggiamento da parte di Hearst. Millicent darà alla luce cinque figli: George Randolph Hearst, William Randolph Hearst, Jr., John Randolph Hearst e i gemelli, Randolph Apperson Hearst e David Whitmire (nato Elbert Willson) Hearst.
Anche se rimasero sempre legalmente sposati, Millicent condusse gran parte della sua vita a New York lontana dalle serate mondane che il marito era solito organizzare nel suo castello in California, in cui solo raramente veniva a visitarlo.

### Marion Davies

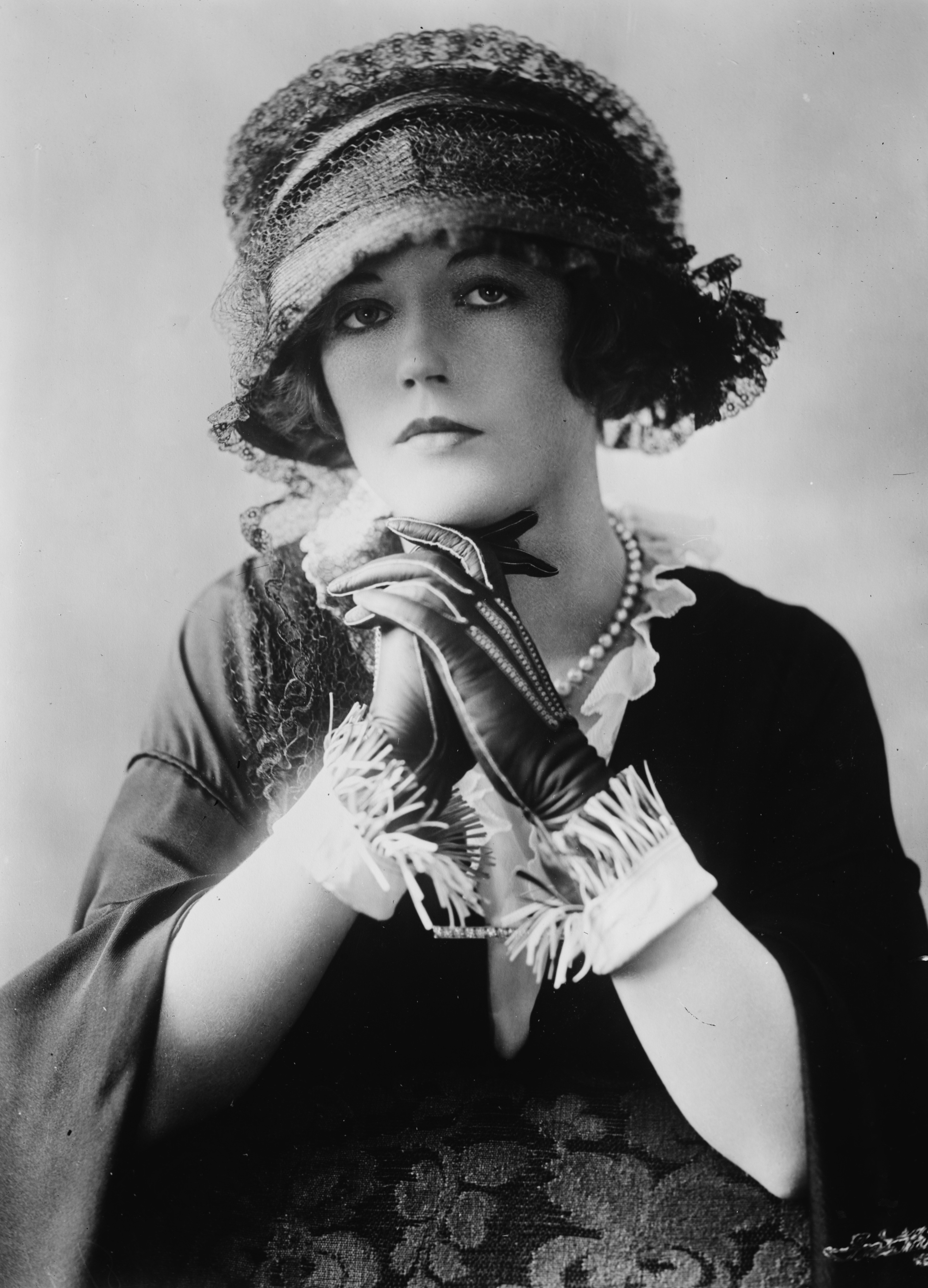
Marion Davies

Hearst ebbe anche un'altra donna nella sua vita: l'attrice americana Marion Davies. La loro relazione iniziò nel 1918, dopo che il magnate della stampa supportò con critiche entusiastiche il film Cecilia of the Pink Roses, in cui recitava l'attrice, che non era ancora riuscita a raggiungere una notevole fama nel mondo dello spettacolo. Da quel momento Hearst la prese sotto la sua ala protettiva e ogni interpretazione dell'attrice verrà descritta dalla critica dei suoi giornali in tono sempre più che positivo, per non dire sensazionalistico. I due intanto iniziarono anche una relazione segreta alle spalle di Millicent Hearst, ma il segreto non durò molto e presto si venne a sapere che mentre la moglie risiedeva a New York, Hearst conviveva con Marion nella villa in California.
Nonostante la gravità dello scandalo, la moglie non concesse mai a Hearst il divorzio che gli avrebbe permesso di sposare Marion. È probabile che senza l'appoggio di Hearst la carriera dell'attrice sarebbe decollata più lentamente ma sarebbe durata più a lungo, dato che alla fine degli anni 1930 l'editore cominciò ad avere problemi sia finanziari che di salute e l'attrice corse in suo aiuto vendendo i suoi gioielli per un valore stimato in un milione di dollari, salvandolo dal tracollo, ma rinunciando di lì a poco alla sua carriera artistica. Dopo la morte di Hearst nel 1951, Marion si sposò per la prima volta all'età di 54 anni con Horace Brown. L'unione durò fino alla sua morte avvenuta a causa di cancro il 22 settembre 1961 a Los Angeles, all'età di 64 anni.

### La collezione d'arte
Una delle più grandi passioni di Hearst fu il collezionismo di arte, una passione che lo accompagnò per tutta la sua vita, durante la quale venne in possesso di opere di tutte le epoche provenienti da tutto il mondo. Tra i pezzi più notevoli della sua collezione (oggi conservata per la maggior parte nell'Hearst Castle Museum) possiamo trovare vasi greci di epoca classica, mobili spagnoli e italiani, tappeti orientali ornamentali, paramenti rinascimentali, dipinti antichi, arazzi, mosaici, sculture di vario genere nonché una sconfinata biblioteca composta sia da libri (molti dei quali firmati dai loro autori) che da manoscritti.

### Il castello Hearst
Il castello Hearst, a cui il magnate usava riferirsi con l'appellativo La Cuesta Encantada (il pendio incantato), è forse il simbolo più evidente della potenza e dall'ambizione di Hearst. Molto più grande di qualunque altra sua proprietà, questo castello, progettato dall'architetto Julia Morgan, ha richiesto circa 28 anni per essere costruito. La struttura si trova all'interno del Ranch Piedra Blanca, che il padre, George Hearst, acquistò nel 1865. Il giovane Hearst ereditò il ranch, la cui superficie era cresciuta fino a 250.000 ettari (21 km di costa), da sua madre Phoebe Hearst nel 1919 e iniziò la costruzione del castello l'anno stesso. La proprietà, oltre al parco e alla casa con molte stanze, comprende svariati giardini, due piscine (una in stile greco e una in stile romano), un aeroporto privato, una cantina contenente vini di tutto il mondo e persino uno zoo. Nel 1957 la Hearst Corporation donò la proprietà allo Stato della California, che l'ha convertita a museo nonché parco di interesse storico, data la notevole collezione d'arte e di antiquariato che vi è conservata. Nonostante il castello sia lontano da qualsiasi centro urbano, il sito attrae circa un milione di visitatori all'anno.

## Filmografia

### Produttore
- Back Pay, regia di Frank Borzage (1922)
- Il fidanzato di cartone (The Cardboard Lover), regia di Robert Z. Leonard - produttore esecutivo (1928)

### Film o documentari dove appare
- The Casting Couch, regia di John Sealey - video con filmati di repertorio (1995)
- RKO 281 - La vera storia di Quarto potere (RKO 281), regia di Benjamin Ross - film TV (1999)
- Mank, regia di David Fincher - film Netflix (2020)
- Babylon, regia di Damien Chazelle (2022)

Fa la sua comparsa nella serie western La casa nella prateria, nell'episodio L'Odissea (1979).